# 1228 Scabiosa
Az 1228 Scabiosa (ideiglenes jelöléssel 1931 TU) a Naprendszer kisbolygóövében található aszteroida. Karl Wilhelm Reinmuth fedezte fel 1931. október 5-én, Heidelbergben.